# Cymbalistka (automat)

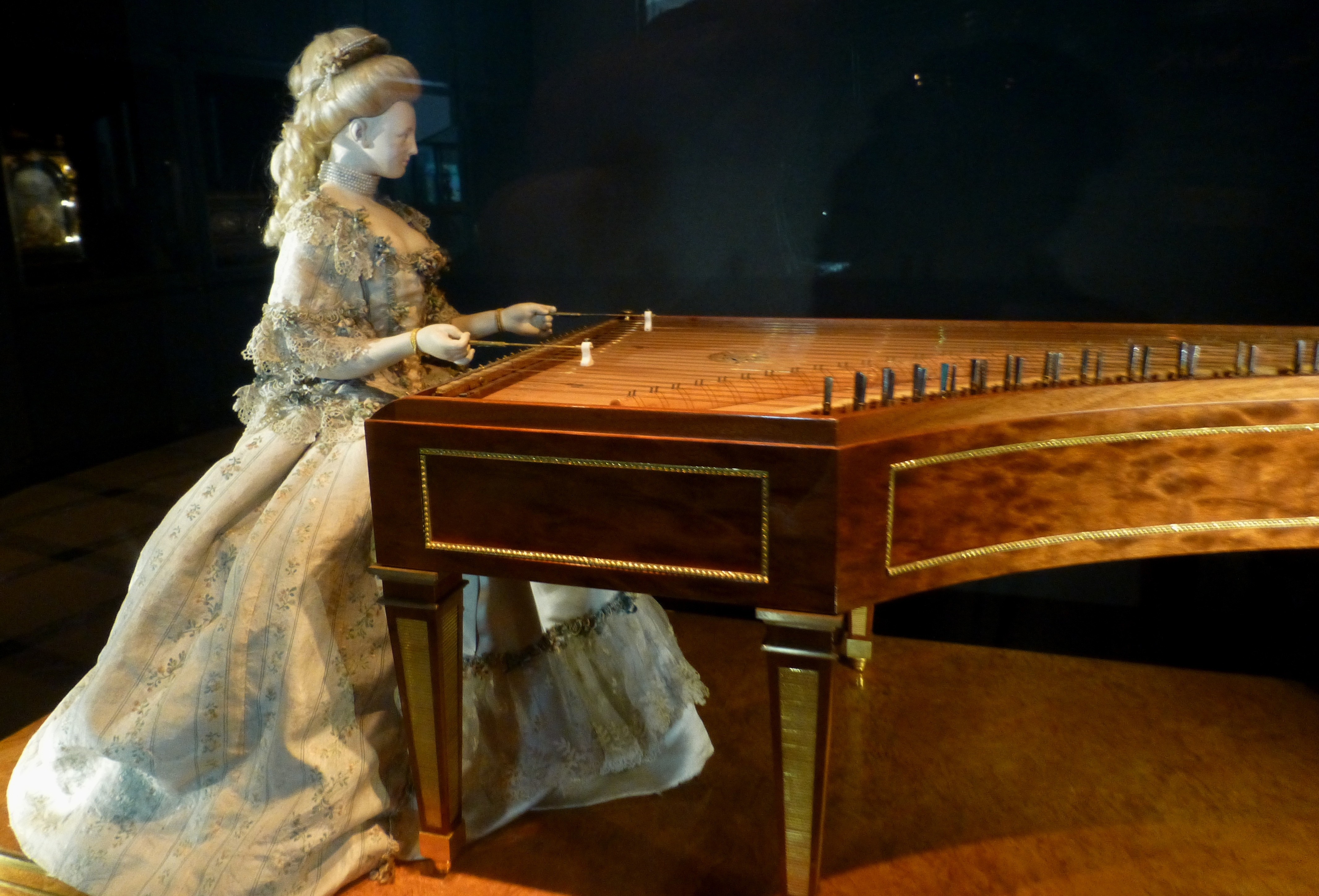
Cymbalistka w Musée des arts et métiers

Cymbalistka (fr. La joueuse de tympanon) – automat stworzony w oświeceniu, przedstawiający kobietę grającą na dulcimerze.

## Historia
David Roentgen, jeden z twórców, prowadził razem ze swoim ojcem duży zakład stolarski, przypominający strukturą współczesną fabrykę, która miała swoje umiejscowienie niedaleko Renu. We współpracy z zegarmistrzem, Peterem Kinzigiem, stworzył on automat prezentujący kobietę grającą na cymbałach. Posiadała ona schowany w swoim wnętrzu mechanizm, który poruszał jej ciałem, symulując ruchy grania na instrumencie. Opierał się on na małych tłokach, sprężynach oraz kołach zębatych. Automat sam z siebie nie grał naprawdę na instrumencie, a jedynie wykonywał ruchy w takt muzyki odtwarzanej z urządzenia ze swojego wnętrza, będącego też napędem dla motoryki.

W 1785 roku twórcy sprezentowali swoje dzieło Marii Antoninie, mającej wówczas 30 lat. Automat cechował się wielkim podobieństwem do niej. Poza nim w latach 1730 - 1810 powstało jeszcze 9 innych urządzeń tego typu, lecz wykonanych przez różnych autorów. Oznacza to, że był on częścią jednego z większych zestawów tego okresu. Jednak wyłącznie Cymbalistka i tzw. Klawesynistka, automat przedstawiający kobietę grającą na klawesynie, były stworzone tak, by wyglądały jak kobiety.

## Cechy charakterystyczne
Automat cechuje się stosunkowo małymi wymiarami, jeżeli porówna się go z rozmiarami jego instrumentu. Lalka ma jedynie stopę i 9 cali wysokości, co w porównaniu do cymbałów sprawia wrażenie, że są one ogromne, gdyż mają aż  2 stopy długości i jedną szerokości. W całości urządzenie ma 4 stopy szerokości oraz tyle samo wysokości.

W porównaniu do automatów, które mogą poruszać palcami, głową, a nawet oczami, to Cymbalistka jest takich mechanizmów pozbawiona. Oczy pozostają statyczne, skierowane ku oglądającemu. Jedyne ruchy na jakie pozwala mechanizm top przesunięcia rąk w poziomie i w pionie, by umożliwić symulowane uderzanie w struny. Jej urok tym samym tworzy niewielki rozmiar jej ciała, a także kontrast jaki tworzy on z gabarytami instrumentu.

## Inspiracje w kulturze
Stworzenie Cymbalistki  potwierdziło panujący ówcześnie trend na tworzenie nowy automatów, które miały być podobne z wyglądu do ludzi. W późniejszych latach spowodowało to pochwycenie tego nurtu przez innych twórców, którzy zaczęli doskonalić formę androidów. Ponownie rozwinęła się dawna idea Deus ex machina.

Tematykę sztucznie stworzonych bytów pochwycili także filozofowie, badający granice jakie dzielą człowieka i maszynę. Zaawansowane stadium tego zjawiska przypada na przełom XVIII i XIX wieku. Po filozofach zainteresowanie przeniosło się również na literatów, a w szczególności na fascynację mechaniką, którą ukazywali w swoich dziełach. Przejawiało się to m.in. w coraz częstszym występowaniu marionetek, lalek czy sztucznych organizmów w literaturze. Takie istoty często były stawiane w destruktywnych relacjach z ludzkimi bohaterami. Zafascynowanie tym nurtem najlepiej  obrazuje powieść Frankenstein autorstwa Mary Shelley.

## Kontrowersje
Wśród kobiet, a w szczególności w środowisku feministycznym, wybuchł skandal, traktując wynalazek kobiecego automatu jako przejaw swojego skrajnego uprzedmiotowienia.